# Saison 3 de Breaking Bad
Chronologie
Saison 2 Saison 4
La troisième saison de la série télévisée américaine Breaking Bad comporte 13 épisodes diffusés du 21 mars au 13 juin 2010 sur AMC, aux États-Unis.

## Synopsis
Walter White, professeur de chimie dans un lycée de 50 ans, vit avec son fils handicapé Walter Jr. et sa femme enceinte Skyler à Albuquerque, au Nouveau-Mexique. Lorsqu'on lui diagnostique un cancer du poumon en phase terminale, sa vie s'effondre. Il décide alors de mettre en place un laboratoire et de fabriquer de la méthamphétamine pour pouvoir subvenir aux besoins de sa famille en s'associant avec l'un de ses anciens élèves devenu petit trafiquant, Jesse Pinkman.
Alors avoir été expulsé de sa maison par sa femme, qui souhaite demander le divorce après avoir découvert ses activités, et que le traitement contre son cancer fonctionne, Walter accepte l'offre d'emploi proposé par Gustavo Fring et se remet à fabriquer de la drogue avec un Jesse sorti de cure de désintoxication, alors que les cousins de Tuco Salamanca réclament vengeance pour sa mort, menaçant la famille de Walt.  

## Distribution

### Acteurs principaux
- Bryan Cranston (VF : Jean-Louis Faure) : Walter White alias « Heisenberg »
- Aaron Paul (VF : Alexandre Gillet) : Jesse Pinkman
- Anna Gunn (VF : Nathalie Régnier) : Skyler White
- Dean Norris (VF : Jean-François Aupied) : Hank Schrader
- Betsy Brandt (VF : Florence Dumortier) : Marie Schrader
- RJ Mitte (VF : Pascal Nowak) : Walter White Jr.
- Bob Odenkirk (VF : Cyrille Artaux) : Saul Goodman
- Giancarlo Esposito (VF : Thierry Desroses) : Gustavo « Gus » Fring
- Jonathan Banks (VF : Féodor Atkine) : Mike Ehrmantraut

### Acteurs récurrents
- Matt L. Jones (VF : Jérôme Pauwels) : Badger
- Charles Baker (VF : Cédric Dumond) : Skinny Pete
- Christopher Cousins (VF : Guy Chapellier) : Ted Beneke

### Acteurs secondaires
- David Costabile (VF : Bernard Gabay) : Gale Boetticher
- Jeremiah Bitsui (en) (VF : Nicolas Beaucaire) : Victor

### Invités
- Danny Trejo (VF : Enrique Fiestas) : Tortuga (épisode 3)
- Larry Hankin (VF : Michel Ruhl) : Joe (épisode 6)
- Nate Mooney (en) (VF : Fabien Jacquelin) : Trucker (épisode 7)
- Michael Bryan French (en) (VF : Gérard Surugue) : le chirurgien (épisode 8)
- Mark Harelik (VF : Éric Legrand) : Dr Necera (épisode 9)
- Fernando Escandon (VF : Benoît Allemane) : le narrateur commercial (épisode 9)
- Marius Stan (VF : Bogdan Stanoeditch) : Bogdan (épisode 11)
- Emily Rios (VF : Célia Asensio) : Andrea Cantillo (épisodes 11 et 12)
- Angelo Martinez (VF : Léo Caruso) : Tomas (épisodes 11 et 12)
- Ian Posada(VF : Valentin Cherbuy) : Brock (épisodes 11 et 12)
- Kaija Bales (VF : Jeanne Orsat) : la petite fille (épisode 13)

## Résumé de la saison
La ville d'Albuquerque est en deuil depuis le crash des deux avions. Walter est marqué de se savoir en partie responsable de l'évènement mais refuse d'accepter la réalité. Skyler l'a contraint à quitter la maison. Elle demande le divorce et lui révèle savoir qu'il est un trafiquant de drogue, même si elle promet de garder le secret pour leurs enfants. Mais Walter ne l'entend pas de cette oreille et arrive à regagner le domicile conjugal. Skyler commence alors une aventure amoureuse avec son patron, Ted. En parallèle, Jesse sort de sa cure de désintoxication et, avec l'aide de Saul, rachète son ancienne maison à ses parents.   
Pendant ce temps, Leonel et Marco Salamanca, les deux cousins mexicains de Tuco, veulent le venger et tuer « Heisenberg », qu'ils savent être Walter White. Walt ne sera sauvé une première fois que de justesse par Gus, qui souhaite protéger le potentiel investissement que représente le chimiste. Cette intervention tend ses relations avec la famille Salamanca et le cartel mexicain.   
Saul tente successivement de convaincre Walt et Jesse de reprendre la production de drogue tous les deux, sans succès. Face au refus de Walter, Jesse décide de reprendre seul la production, ce qui déclenche la colère de son associé. La liaison de Skyler et la production de Jesse constituent pour Gus une opportunité. Il exploite la division entre les deux associés pour pousser Walter à se remettre au travail : il arrive à convaincre le chimiste en lui montrant un laboratoire secret et dernier cri, caché dans le sous-sol d'une blanchisserie, et lui propose de le payer 3 millions de dollars pour trois mois de son temps. Walter accepte alors son offre, signe les papiers du divorce et rompt avec Jesse. Il commence alors à travailler pour Fring, assisté de Gale Boetticher, un chimiste employé par Gus.  
En parallèle, Hank, sur les traces de la méthamphétamine fabriqué par "Heisenberg" et encore traumatisé par son bref passage près de la frontière mexicaine, refuse définitivement sa promotion à El Paso pour continuer son enquête. Il soupçonne la drogue d'être fabriquée dans un camping-car, et cherche à retrouver la trace de celui qu'utilisait Jesse et Walt. Il s'avère qu'il avait été donné à Jesse par Combo, son ami tué précédemment, ce qui permet à Hank de remonter jusqu'à Jesse. Heureusement, Walter intervient à temps, et grâce à un stratagème, le camping-car est détruit pour éliminer toute preuve.   
De son côté, Gus ne peut plus contenir les cousins de Tuco et décide de leur offrir une nouvelle cible : Hank, le véritable assassin de Tuco, dont l'enquête commence à devenir dangereuse pour ses activités. Malgré son état psychologique et l'absence de son arme de service, sa mort est évitée de justesse, après que Mike l'a appelé anonymement sur ordre de Gus pour le prévenir de l'attaque. L'agent spécial tue Marco et blesse grièvement Leonel, mais est lui-même envoyé à l'hôpital. Lorsqu'il voit Leonel se ruer vers lui malgré ses jambes amputées et Gus au chevet de Hank, Walter comprend que les deux assassins sont les cousins de Tuco et que l'appel anonyme provenait de Gus : son objectif était de multiplier ses profits en agrandissant son territoire. En échange de son silence, Walter demande que sa famille soit protégée après sa mort. Entretemps, Mike assassine Marco sur ordre de Gus. À la suite de l'attaque, Juan Bolsa, un membre haut placé du cartel et le superviseur des activités de Gus au nord de la frontière, est abattu chez lui au cours d'une descente de police, à la grande satisfaction du chilien.     
Blessé, Hank va devoir suivre des soins extrêmement onéreux pour pouvoir remarcher, et ils ne sont pas couverts par l'assurance de Marie. Skyler propose à sa soeur de payer les soins avec de l'argent gagné par Walt, prêtant à son mari une addiction aux jeux dont à l'origine leurs problèmes de couple. A partir de là, Walter et Skyler se rapprochent, d'autant que cette dernière avoue ne pas avoir officialisé le divorce. Elle souhaite désormais se charger du blanchiment de l'argent gagné par Walter, malgré les hésitations de ce dernier.      
Walt et Jesse reprennent ensemble la production, mais le jeune homme est décidé à monter en parallèle sa propre affaire. Il détourne une partie du surplus de la drogue préparée pour la revendre avec ses deux amis Badger et Skinny Pete aux membres du cercle des Toxicomanes Anonymes fréquenté par Jesse. Walt se doute de quelque chose, mais choisit de se taire en prévenant Jesse qu'il ne pourra peut-être pas le couvrir si son affaire est découverte. Le plan de Jesse s'avère être un échec, mais il commence une relation avec une des membres du cercle, Andréa Cantillo, la jeune mère célibataire d'un petit garçon, Brock. En la fréquentant, Jesse découvre que Thomas, le jeune frère cadet d'Andréa, est l'assassin de Combo.  
Jesse décide alors de le venger en assassinant les deux dealers ayant recruté Thomas lorsqu'il état jeune, et qui travaillent tous les deux pour Gus. Quand Walter l'apprend, il tente de dissuader Jesse, sans succès, et prend finalement la décision de prévenir Gus, qui arrive à trouver un arrangement entre toutes les parties, et impose à ses dealers de ne plus employer d'enfants. Peu après, Thomas est retrouvé mort, tué par balle. Jesse, furieux, tente cette fois-ci de tuer les deux dealers, et Walter le sauve au dernier en les écrasant avec sa voiture. 
Walter cache Jesse avec l'aide de Saul et échappe à la fureur de Gus en prétendant ne pas savoir ou se trouve son associé et en le convaincant de le laisser continuer de travailler. Néanmoins, il est désormais surveillé et doit retravailler avec Gale. Il comprend rapidement que Gus souhaite retrouver et abattre Jesse, et que ce sort est aussi le sien dès que Gale sera apte à reproduire seul la formule de Walt. Les deux associés trouvent l'adresse de Gale et Walt décide de l'assassiner, mais est intercepté par Mike. Il le convainc de l'épargner en feignant de lui livrer Jesse et arrive ainsi à prévenir son associé qu'il va devoir tuer Gale lui-même. La saison se termine sur un Jesse en larmes qui tient un Gale en joue dans son appartement, avant qu'un coup de feu ne retentisse...  

## Liste des épisodes
La troisième saison est composée de 13 épisodes.
1. Crash
2. Tensions
3. Sur le fil
4. Chiens et Chats
5. Retour aux affaires
6. Le Camping-Car
7. Vendetta
8. Prise de pouvoir
9. Kafkaïen
10. La Mouche
11. Société écran
12. Demi-Mesures
13. Pleine Mesure

### Épisode 1:Crash
Pour les articles homonymes, voir Crash.
- États-Unis : 21 mars 2010 sur AMC
- France : 
  - 14 décembre 2010 sur Orange Cinémax[1],[2]
  - 11 octobre 2011 sur Arte[3]
- Belgique : 11 février 2011 sur Be Séries[4]
- Québec : 13 septembre 2012 sur AddikTV[5]

- États-Unis : 1,95 million de téléspectateurs[6] (première diffusion)

- Carmen Serano (Carmen)
- Daniel Moncada (Leonel Salamanca)
- Jere Burns (le leader du groupe)
- John de Lancie (Donald Margolis)
- Julie Dretzin (Pamela)
- Luis Moncada (Marco Salamanca)
- Steven Michael Quezada (Gomez)

Des jumeaux mexicains demandent l'aide d'une divinité locale pour provoquer la mort de « Heisenberg » en affichant son portrait, un portrait robot le représentant  portant un chapeau et des lunettes de soleil.
Deux semaines après la collision de deux avions au-dessus d'Albuquerque (faisant référence au crash aérien du vol AeroMéxico Flight 498, entré en collision avec un autre avion ,), la ville est en émoi. En effet, le père de Jane, contrôleur aérien, est en grande partie responsable de cet accident : il avait repris le travail peu de temps après la mort de sa fille alors que son état psychologique était encore instable. 
Walter assiste au rendez-vous avec son chirurgien. Son opération s'est bien déroulée, Skyler s'assure qu'il puisse se débrouiller seul et être valide. Une fois de retour à la maison elle lui annonce qu'elle compte demander le divorce. Face à la stupeur de Walt, elle lui révèle qu'à la suite de son lapsus à l'hôpital, elle a mené l'enquête et découvert tous ses mensonges : Elliot et Gretchen n'ont jamais payé son traitement et Walt n'a jamais passé de week-end chez sa mère. Elle se demande donc d'où provient cet argent. 

### Épisode 2:Tensions
- États-Unis : 28 mars 2010 sur AMC
- France : 
  - 14 décembre 2010 sur Orange Cinémax[2]
  - 11 octobre 2011 sur Arte
- Belgique : 11 février 2011 sur Be Séries[4]
- Québec : 20 septembre 2012 sur AddikTV

- États-Unis : 1,55 million de téléspectateurs[6] (première diffusion)

- Christopher Cousins (Ted Beneke)
- Dan Desmond (M. Gardiner)
- Daniel Moncada (Leonel Salamanca)
- Luis Moncada (Marco Salamanca)
- Mark Margolis (Tio)
- Michael Bofshever (M. Pinkman)
- Steven Michael Quezada (Steven Gomez)
- Tess Harper (Mrs Pinkman)

Walt vient récupérer Jesse à sa sortie de cure et lui propose de rester dans son appartement personnel quelque temps. Même s'il est clean, il semble toujours terriblement mal. Il apprend par son père en passant dans le quartier qu'ils ont entrepris des travaux pour vendre l'ancienne maison de Jesse. 
Skyler consulte une avocate afin d'obtenir la garde exclusive de ses enfants. Elle annonce à Walt qu'elle a compris qu'il était un dealer de drogues. Il révèle alors qu'il n'est pas un dealer mais un cooker de meth, le « cuisinier ». Choquée, elle annonce qu'elle ne dira rien à la police uniquement s'il renonce à sa famille. 
Walt vit très mal sa séparation, et ne veut plus continuer à travailler dans le crime afin d'espérer retrouver sa famille. Il refuse même l'offre de Gus,  un travail de trois mois payé plusieurs millions de dollars. Il raconte à Saul que sa femme est au courant de son « job », et celui-ci décide de mettre la maison des White sur écoute pour s'assurer de son silence. 
- Le titre original de l'épisode, Caballo Sin Nombre (littéralement « Cheval sans nom »), renvoie à la chanson A Horse with No Name du groupe America, que Walter écoute en début d'épisode dans sa voiture et fredonne sous la douche à la fin.

### Épisode 3:Sur le fil
- États-Unis : 4 avril 2010 sur AMC
- France : 
  - 21 décembre 2010 sur Orange Cinémax[2]
  - 11 octobre 2011 sur Arte
- Belgique : 18 février 2011 sur Be Séries[4]
- Québec : 27 septembre 2012 sur AddikTV

- États-Unis : 1,33 million de téléspectateurs[6](première diffusion)

- Danny Trejo (Tortuga)
- Christopher Cousins (Ted Beneke)
- Daniel Moncada (Leonel Salamanca)
- Javier Grajeda (El Jefe)
- Julie Dretzin (Pamela)
- Luis Moncada (Marco Salamanca)
- Mark Margolis	(Tio)
- Steven Michael Quezada	(Steven Gomez)
- Shari Rhodes (femme handicapée)

Jesse récupère son argent auprès de Saul. Il l'engage ensuite pour réaliser une transaction afin de récupérer sa maison, en l'achetant anonymement à ses parents.
Walter force la main de Skyler en refusant le divorce et en réaménageant dans sa maison, bien qu'elle ait changé les serrures. Une dispute éclate, et Skyler appelle la police pour faire sortir Walt et menace de tout révéler. Walt Jr. est présent à l'arrivée de la police et vit très mal la situation. Les policiers ne peuvent mettre Walt à la porte puisqu'ils ne sont pas séparés officiellement et qu'aucune violence physique n'a été administrée à Skyler. Ils proposent à Skyler de dénoncer son mari pour un quelconque acte illicite pour les aider à le mettre dehors mais elle n'y parvient pas. 
De retour au travail, Skyler fait des avances à Ted et couche avec lui. Elle l'annonce à Walt le soir dès son retour à la maison. 
Gustavo organise une rencontre avec les jumeaux et le chef du cartel dont ils dépendent. Leurs relations sont courtoises, et Gus explique qu'il est en affaires avec Walt et qu'il n'est pour le moment pas possible de l'éliminer. Le chef lui assure qu'il comprend, mais que les jumeaux veulent venger la mort de leur cousin Tuco et qu'ils n'attendront pas longtemps. 
- L'épisode est dédié à Shari Rhodes.
- L'acronyme « I.F.T », I F***ed Ted signifie littéralement J'ai b**sé Ted

### Épisode 4:Chiens et Chats
- États-Unis : 11 avril 2010 sur AMC
- France : 
  - 21 décembre 2010 sur Orange Cinémax[2]
  - 18 octobre 2011 sur Arte[9]
- Belgique : 18 février 2011 sur Be Séries[4]
- Québec : 4 octobre 2012 sur AddikTV

- États-Unis : 1,46 million de téléspectateurs[6](première diffusion)

- Carmen Serano (Carmen)
- Christopher Cousins (Ted Beneke)
- Michael Shamus Wiles (ASAC Merkert)
- Steven Michael Quezada (Steven Gomez)

Walter est furieux de la liaison de Skyler avec Ted, et se rend dans l'entreprise pour une confrontation. Saul, qui a tout entendu puisque la maison est surveillée, envoie Mike le récupérer avant qu'il ne fasse une bêtise. Walt comprend alors que sa maison est sur écoute et le prend très mal.
De retour au travail, il perd pied et finit par demander un congé sabbatique au lycée. 
Jesse veut relancer le commerce de méthamphétamine en solo, sans l'accord de Walt. Gustavo y voit l'opportunité d'attirer Walt. Il passe commande auprès de Jesse, et lors de la livraison il ne lui donne que la moitié de l'argent, faisant livrer le solde à Walt qui n'est au courant de rien. Jesse réclame sa part mais Walt n'a pas envie de lui donner n'appréciant pas cette façon de faire. 

### Épisode 5:Retour aux affaires
- États-Unis : 18 avril 2010 sur AMC
- France : 
  - 28 décembre 2010 sur Orange Cinémax[2]
  - 18 octobre 2011 sur Arte
- Belgique : 25 février 2011 sur Be Séries[4]
- Québec : 11 octobre 2012 sur AddikTV

- États-Unis : 1,61 million de téléspectateurs[6](première diffusion)

- Bob Odenkirk (Saul Goodman)
- Christopher Cousins (Ted Beneke)
- Julie Dretzin	(Pamela)
- Steven Michael Quezada	(Steven Gomez)

Walt se rend au restaurant Pollos Hermanos pour demander à Gus le pourquoi de cet argent. Il découvre que Jesse a fait affaire avec lui et  cela lui déplaît. Comme Gus est bien décidé à faire affaire avec Walt, et non avec Jesse, il lui propose de l'accompagner dans une blanchisserie industrielle qu'il détient, et dans le sous-sol de laquelle  il a installé  un laboratoire dernier cri. Il lui propose à nouveau l'offre : 3 000 000 $ pour 3 mois, avec un quota hebdomadaire de 100 kg. Walt refuse malgré tout, estimant qu'il a perdu sa famille et n'a plus de raison de le faire. Gus lui réplique alors que s'il a des enfants, il a toujours une famille et qu'il se doit de faire le nécessaire pour subvenir à leurs besoins quelles que soient leurs relations.
Hank est sur une piste prometteuse pour Heisenberg : le camping-car de Jesse a été filmé dans une station essence où celui-ci avait échangé une dose de meth contre un plein de carburant. Il tente de le retrouver. Ayant finalement refusé le poste à El Paso en le justifiant par l'enquête sur Heisenberg, c'est Gomez qui ira au Texas. Il se jette alors dans l'affaire, mais son état inquiète sa femme. 
Skyler consulte à nouveau son avocate qui lui conseille de partir de la maison, car, au-delà du danger, sa présence la rend complice des agissements de Walt. Elle réitère son discours, à savoir qu'elle ne veut pas que ses enfants connaissent la vérité à propos de leur père. En parallèle, elle s'interroge sur sa liaison. 

### Épisode 6:Le Camping-Car
- États-Unis : 25 avril 2010 sur AMC
- France : 
  - 28 décembre 2010 sur Orange Cinémax[2]
  - 25 octobre 2011 sur Arte
- Belgique : 25 février 2011 sur Be Séries[4]
- Québec : 18 octobre 2012 sur AddikTV

- États-Unis : 1,64 million de téléspectateurs[6](première diffusion)

- Bob Odenkirk (Saul Goodman)
- Daniel Moncada (Leonel Salamanca)
- David Costabile (Gale)
- Luis Moncada (Marco Salamanca)
- Matt L. Jones (Badger)
- Michael Shamus Wiles (ASAC Merkert)
- Tom Kiesche (Clovis)

Walt part revivre dans son appartement. Il accepte le divorce et commence son nouveau « travail ».
Jesse rappelle ses anciens collègues, Skinny Pete et Badger pour leur montrer le produit qu'il arrive à fabriquer seul. Il voudrait reprendre le trafic, mais ses amis sont réticents. 
Hank espionne Jesse depuis sa voiture, espérant qu'il finira par le mener au camping-car. Walt apprend que Hank est sur le point de retrouver la trace du camping-car et se rend au garage afin de détruire le véhicule. Lorsque Jesse l'apprend par Badger, qui avait participé au déplacement du RV, il fonce au garage et par conséquent amène Hank droit sur eux. Jesse et Walt se retrouvent enfermés dans le camping-car, avec Hank à côté qui essaie désespérément  de les faire sortir ; Jesse demande alors une commission rogatoire pour y pénétrer. Walt trouve alors une astuce pour que son beau-frère s'en aille : la secrétaire de Saul l'appelle se faisant passer pour une employée de l'hôpital qui lui fait croire que sa femme Marie a eu un accident. Paniqué, il quitte la scène en catastrophe, ce qui permet à Walt et Jesse de faire détruire le camping-car.

### Épisode 7:Vendetta
- États-Unis : 2 mai 2010 sur AMC
- France : 
  - 4 janvier 2011 sur Orange Cinémax[2]
  - 25 octobre 2011 sur Arte
- Belgique : 4 mars 2011 sur Be Séries[4]
- Québec : 25 octobre 2012 sur AddikTV

- États-Unis : 1,52 million de téléspectateurs[6](première diffusion)

- Bob Odenkirk (Saul Goodman)
- Daniel Moncada (Leonel Salamanca)
- David Costabile (Gale)
- Luis Moncada (Marco Salamanca)
- Mark Margolis (Tio)
- Michael Shamus Wiles (ASAC Merkert)

Hank comprend la supercherie et est fou de rage. Il perd le contrôle et se rend chez Jesse qu'il tabasse tout en lui demandant de révéler pour qui il travaille, mais Jesse ne dit rien. Réalisant son geste, Hank appelle ensuite les urgences et avoue. 
Si Jesse porte plainte, Hank sait qu'il risque sa carrière. Mais Walt réussit à convaincre Jesse de ne pas le faire. Hank s'en tire avec une mise à pied et se voit confisquer son badge et son arme. 

### Épisode 8:Prise de pouvoir
- États-Unis : 9 mai 2010 sur AMC
- France : 
  - 4 janvier 2011 sur Orange Cinémax[2]
  - 1er novembre 2011 sur Arte
- Belgique : 4 mars 2011 sur Be Séries[4]
- Québec : 1er novembre 2012 sur AddikTV

- États-Unis : 1,78 million de téléspectateurs[6](première diffusion)

- Daniel Moncada (Leonel Salamanca)
- David Costabile (Gale)
- Javier Grajeda	(Juan Bolsa)
- Jonathan Banks (Mike)
- Michael Shamus Wiles (ASAC Merkert)
- Steven Michael Quezada (Steven Gomez)

Jesse voit Hank être amené aux urgences et se sent vengé. Il remarque que Walt, sans réseau dans le labo, n'est pas au courant de la situation et l'en informe. Il rejoint alors sa famille au chevet de Hank. Toute la DEA est présente. La situation est grave, mais Hank survit. 

### Épisode 9:Kafkaïen
- États-Unis : 16 mai 2010 sur AMC
- France : 
  - 11 janvier 2011 sur Orange Cinémax[2]
  - 1er novembre 2011 sur Arte
- Belgique : 11 mars 2011 sur Be Séries[4]
- Québec : 8 novembre 2012 sur AddikTV

- États-Unis : 1,61 million de téléspectateurs[6](première diffusion)

- Bob Odenkirk (Saul Goodman)
- Christopher Cousins (Ted Beneke)
- Jere Burns (Group Leader)
- Matt L. Jones (Badger)
- Steven Michael Quezada (Steven Gomez)

Marie a peur de voir son mari paralysé : bien qu'ils aient une assurance, les frais engendrés par des soins constants et de qualité sont bien trop élevés. Or s'il ne bénéficie pas de ces soins, les chances de Hank de retrouver l'usage de ses jambes sont amoindries.
Skyler propose son aide. Elle invente alors de toutes pièces une histoire d'addiction aux jeux par Walt, raison de leur séparation, mais que cette addiction l'a finalement conduit à s'enrichir en trouvant une méthode de comptage des cartes au jeu. Avec cette histoire qui passe pour crédible aux yeux de Marie, Skyler lui assure qu'ils ont assez d'argent pour payer les factures des soins de Hank.

### Épisode 10:La Mouche
- États-Unis : 23 mai 2010 sur AMC
- France : 
  - 11 janvier 2011 sur Orange Cinémax[2]
  - 8 novembre 2011 sur Arte
- Belgique : 11 mars 2011 sur Be Séries[4]
- Québec : 15 novembre 2012 sur AddikTV

- États-Unis : 1,20 million de téléspectateurs[6](première diffusion)

### Épisode 11:Société Écran
- États-Unis : 30 mai 2010 sur AMC
- France : 
  - 18 janvier 2011 sur Orange Cinémax[2]
  - 8 novembre 2011 sur Arte
- Belgique : 18 mars 2011 sur Be Séries[4]
- Québec : 22 novembre 2012 sur AddikTV

- États-Unis : 1,32 million de téléspectateurs[6](première diffusion)

- Emily Rios (Andrea)
- Jere Burns (Group Leader)
- Krysten Ritter (Jane Margolis)
- Matt L. Jones (Badger)
- Marius Stan (Bogdan)

### Épisode 12:Demi-Mesures
- États-Unis : 6 juin 2010 sur AMC
- France : 
  - 18 janvier 2011 sur Orange Cinémax[2]
  - 15 novembre 2011 sur Arte
- Belgique : 18 mars 2011 sur Be Séries[4]
- Québec : 29 novembre 2012 sur AddikTV

- États-Unis : 1,19 million de téléspectateurs[6](première diffusion)

- Emily Rios (Andrea)
- Jonathan Banks (Mike)

Jesse apprend par Andrea des informations sur l'assassin de Combo : il fait partie du cartel de Gustavo. Plus grave encore, il découvre que ce sont ses hommes de main qui font travailler des enfants, dont le frère d'Andrea, qu'ils utilisent comme tueurs. Jesse est fou de rage et tente de tuer les deux responsables avec un hamburger empoisonné, par l'intermédiaire de son ancienne connaissance toxicomane, mais l'opération échoue avec l'intervention de Mike. Une réunion est alors organisée entre les hommes de main, Walt, Gus et Jesse. Ils conviennent de ne pas s'affronter, à condition que les enfants ne soient plus utilisés.
Jesse cependant persiste à vouloir venger Combo, mais Walt refuse de s'impliquer devant les risques encourus.
Quelque temps après, le jeune frère d'Andrea (et assassin de Combo) est lui-même tué par balles. Jesse comprend que cela vient du cartel. Choqué et désemparé devant la tristesse de son amie, Jesse prend son arme, se drogue et part pour tuer les deux hommes de main.

### Épisode 13:Pleine Mesure
- États-Unis : 13 juin 2010 sur AMC
- France : 
  - 18 janvier 2011 sur Orange Cinémax[2]
  - 15 novembre 2011 sur Arte
- Belgique : 18 mars 2011 sur Be Séries[4]
- Québec : 6 décembre 2012 sur AddikTV

- États-Unis : 1,56 million de téléspectateurs[10](première diffusion)

- David Costabile (Gale)
- Jonathan Banks (Mike)

Walter essaie de négocier un arrangement avec Gus et Mike pour avoir la vie sauve. Il joue sur sa valeur en tant que cuisiner, inégalable selon lui. Mais le retour d'une vieille connaissance pourrait écourter la durée de l’accord : Gus demande à Gale de revenir travailler avec Walt. 
Walt comprend alors que le but de Gus est de rendre Gale capable de réaliser la même meth bleue que Walt, rendant ce dernier inutile et pouvant être éliminé. 
Mike recherche toujours Jesse pour le tuer à son tour. Il menace Saul qui l'envoie sur une fausse piste. En réalité, Jesse se cache dans le laser game, toujours en vente. Walt et Jesse discutent de la solution pour se sortir de là : éliminer Gale pour être les seuls capables de réaliser la production. Walt s'engage à le faire et retrouve l'adresse de Gale. 
Le soir où il décide de passer à l'acte, Walt est contraint de rejoindre Mike et Victor au labo où ils prévoient de le tuer, Gale étant entre-temps devenu suffisamment compétent. Walt comprend alors qu'il n'a qu'une seule solution : envoyer Jesse tuer Gale à sa place. Il ruse en prétextant vouloir appeler Jesse pour le livrer à Mike et Victor, mais lors de son appel, il lui indique l'adresse de Gale en lui demandant de faire le nécessaire pour le supprimer et ainsi, de fait, sauver la vie de Walter.